# Modell (Physik)
In der Physik spielen Modelle ähnlich wie in der Chemie zur Veranschaulichung und zum Verständnis von Atomen und Elementarteilchen eine große Rolle. Physikalische Theorien und Modelle sind eng verknüpft und bestimmen das Denken in Modellen zur Erkenntnisgewinnung und zum Verständnis von Relationen und Strukturen. Beispiele für Theorien sind die Atomtheorie, die kinetische Gastheorie, die Wellentheorie des Lichts und die Relativitätstheorie. Zur Modellbildung gehört auch die Mathematisierung physikalischer Gesetzmäßigkeiten. Im didaktischen Bereich werden Modelle häufig im Sinne von Analogien zwischen dem zu untersuchenden Objektbereich und schon erforschten Bereichen benutzt. Zusätzlich werden Demonstrationsmodelle als vereinfachte Abbilder (z. B. das Planetenmodell) benutzt. Simulationen dienen neben der Veranschaulichung physikalischer Zusammenhänge der Überprüfung von Hypothesen. Experimente haben nicht nur im Physikunterricht oft Modellcharakter, indem sie die komplexe Realität vereinfachen und sich bei der induktiven Herleitung von Gesetzmäßigkeiten auf das Wesentliche beschränken. Funktionsmodelle haben beispielsweise eine Bedeutung zur Verdeutlichung der Funktion von einfachen Maschinen.

## Wichtige Beispiele
- Starrer Körper
- Starrer Rotator
- Harmonischer Oszillator
- Anharmonischer Oszillator
- Ebene Welle
- Ideales Gas
- Schwarzer Körper
- Homogenes Elektronengas
- Modell unabhängiger Teilchen
- Zentralpotentialnäherung
- Quantentopf
- Teilchen im Kasten